# Ratkovce
Ratkovce es un municipio situado en el distrito de Hlohovec, en la región de Trnava, Eslovaquia. Tiene una población estimada, en marzo de 2024, de 362 habitantes.
Está ubicado en la llanura del Danubio, en la margen derecha del río Dudváh.

## Demografía
| Año        | 1994 | 2004    | 2014     | 2024    |
| ---------- | ---- | ------- | -------- | ------- |
| Población  | 304  | 288     | 337      | 362     |
| Diferencia |      | −5,26 % | +17,01 % | +7,41 % |

| Año        | 2023 | 2024    |
| ---------- | ---- | ------- |
| Población  | 360  | 362     |
| Diferencia |      | +0,55 % |